# Leonie Rysanek
Leonie Rysanek (* 14. November 1926 in Wien; † 7. März 1998 ebenda) war eine österreichische Opernsängerin (Sopran).

## Leben

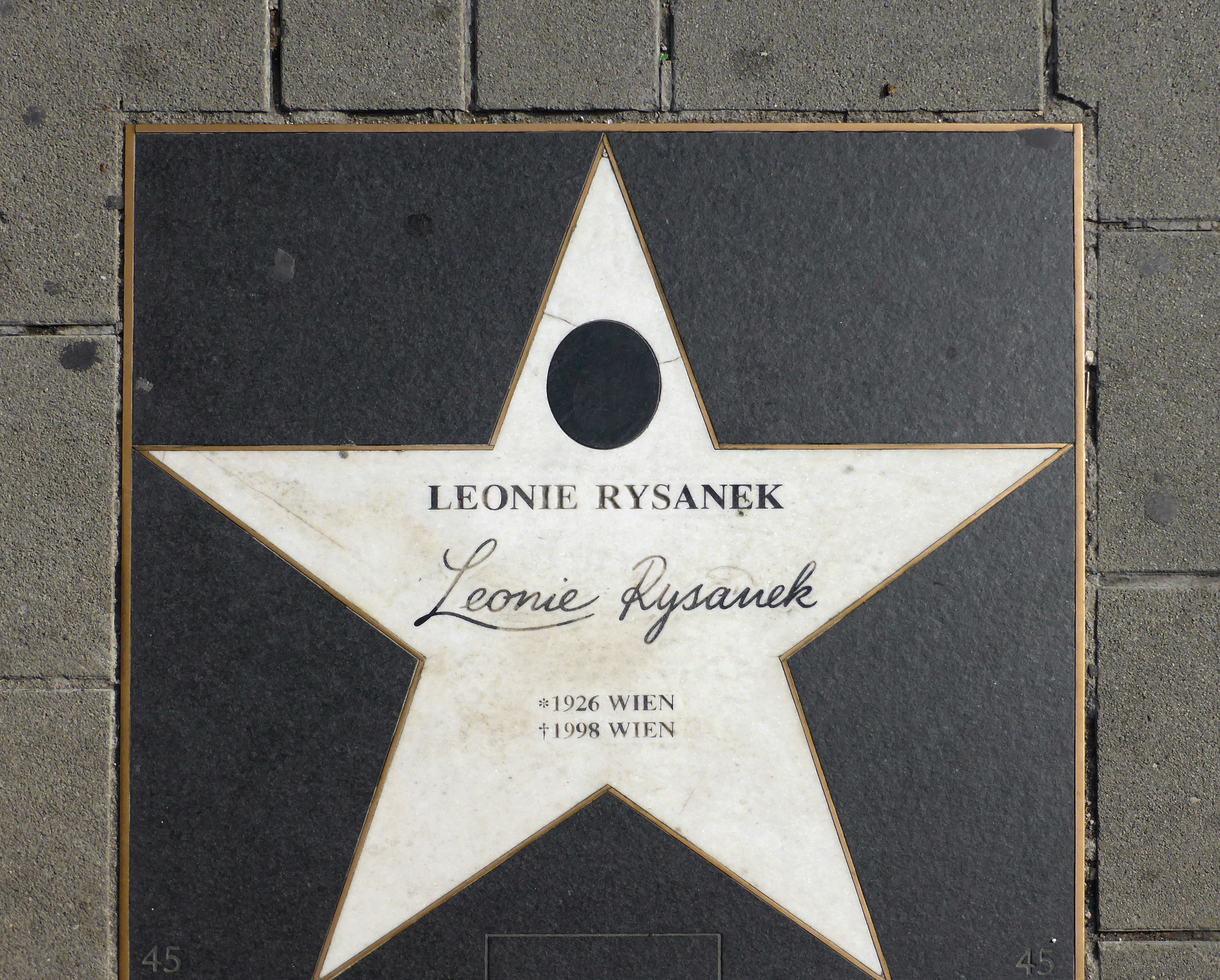
Stern auf der Musik Meile Wien

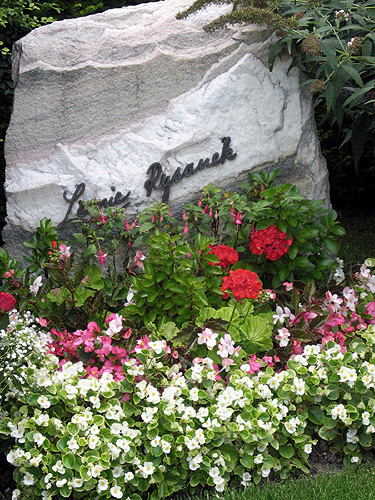
Ehrengrab auf dem Wiener Zentralfriedhof

Leonie Rysanek begann ihre Laufbahn am Landestheater Innsbruck, wo sie 1949 als „Agathe“ in Der Freischütz debütierte, obwohl sie das Gesangsstudium in Wien noch nicht abgeschlossen hatte. Es folgten Engagements in Saarbrücken, wo Rysanek im Jahr 1952 im Rahmen des im Jahr 1948 abgeschlossenen Kulturabkommens zwischen dem Saarland und Frankreich im Pariser Théâtre des Champs-Élysées mit den Opern Arabella von Richard Strauss und Peer Gynt von Werner Egk gastierte, und in München. Im Jahr 1950 heiratete sie den Sänger und Regisseur Rudolf Großmann.
In den 1950er und 1960er Jahren sang sie regelmäßig bei den Bayreuther Festspielen. 1950 erhielt sie ein Telegramm Wieland Wagners, mit dem er sie zum Vorsingen nach Bayreuth einlud. Mit 24 Jahren stand sie im Sommer 1951 als Sieglinde in Richard Wagners Oper Die Walküre erstmals auf der Bühne des Festspielhauses. Später trat sie dort als Elsa (Lohengrin, 1958), als Senta (Der fliegende Holländer, 1959), Elisabeth (Tannhäuser und der Sängerkrieg auf Wartburg, 1964 bis 1966) und Kundry (Parsifal, 1982 und 1983) auf.
Von 1955 bis 1991 war sie an der Wiener Staatsoper engagiert. 1959 sprang sie an der Metropolitan Opera in New York für Maria Callas in der Rolle der „Lady Macbeth“ ein, was als ein „triumphaler Erfolg“ für sie gewertet wurde. In den Jahren bis 1996 hatte sie an der Met über 300 Auftritte. In Wien wie New York zählte sie zu den größten Stars ihrer Zeit und war beim Publikum enorm beliebt. 1983 stand sie an der Seite von „Siegmund“ Peter Hofmann in San Francisco als Elsa auf der Bühne. Ferner trat sie bei den Salzburger Festspielen auf. 1997/98 war Rysanek Präsidentin der Wiener Festwochen.
Leonie Rysanek beherrschte mehr als 60 Sopranpartien – neben Wagner hauptsächlich Richard Strauss und Verdi. Ab 1968 war sie in zweiter Ehe mit dem Musikwissenschaftler und Journalisten Ernst Ludwig Gausmann verheiratet. Sie war eine enge Freundin Franz Beckenbauers und Fan des Fußballvereins Bayern München. Zu ihren Leidenschaften gehörte das Kochen, besonders von chinesischen Gerichten.
Am 8. März 1998 erlag Leonie Rysanek einem Krebsleiden. Sie wurde in einem Ehrengrab auf dem Wiener Zentralfriedhof (Gruppe 33 G, Nummer 27) beigesetzt. Im Jahr 2014 wurde in Wien-Donaustadt (22. Bezirk) der Leonie-Rysanek-Weg nach ihr benannt.
Auch ihre Schwester Lotte Rysanek war Sängerin.

## Hörbeispiele
- Richard Strauss: Die ägyptische Helena - 1. Akt (MP3; 32,0 MB)
- Richard Strauss: Die ägyptische Helena - 2. Akt (Helena: Leonie Rysanek, Menelaus: Bernd Aldenhoff, Altair: Hermann Uhde, Die allwissende Muschel: Ira Malaniuk; Prinzregententheater, München 1956, Ltg. Joseph Keilberth; MP3; 33,6 MB)

## Wichtige Partien
- Richard Wagner:

Senta in Der Fliegende Holländer, Elisabeth in Tannhäuser, Elsa und Ortrud in Lohengrin, Sieglinde in Die Walküre, Kundry in Parsifal
- Richard Strauss:

Titelpartie und Herodias in Salome, Chrysothemis, Klytämnestra und Elektra in Elektra, Ariadne in Ariadne auf Naxos, Marschallin in Der Rosenkavalier, Kaiserin in Die Frau ohne Schatten, Helena in Die ägyptische Helena, Danae in Die Liebe der Danae
- Giuseppe Verdi:

Lady Macbeth in Macbeth, Titelpartie in Aida, Amelia in Maskenball, Desdemona in Otello, Elisabetta in Don Carlo, Leonora in La forza del destino, Abigaille in Nabucco
- andere Komponisten:

Titelpartien in Tosca und Turandot von Giacomo Puccini, Küsterin in Jenůfa und Kabanicha in Katja Kabanowa von Leoš Janáček, Gräfin in Pique Dame und Tatjana in Eugen Onegin von Pjotr Iljitsch Tschaikowski, Leonore in Fidelio von Ludwig van Beethoven, Milada in Dalibor von Bedřich Smetana, Titelpartie in Medea von Luigi Cherubini, Titelpartie in La Gioconda von Amilcare Ponchielli, Santuzza in Cavalleria rusticana von Pietro Mascagni

## Auszeichnungen
- 1956: Kammersängerin
- 1974: Ehrenmitglied der Wiener Staatsoper
- 1977: österreichisches Ehrenkreuz für Wissenschaft und Kunst I. Klasse
- 1986: Ehrenring der Stadt Wien[4]
- 1988: Bundesverdienstkreuz 1. Klasse
- 1991: Kommandeur des Ordre des Arts et des Lettres
- 1996: Großes Goldenes Ehrenzeichen für Verdienste um die Republik Österreich[5]